# Pilar de la Horadada

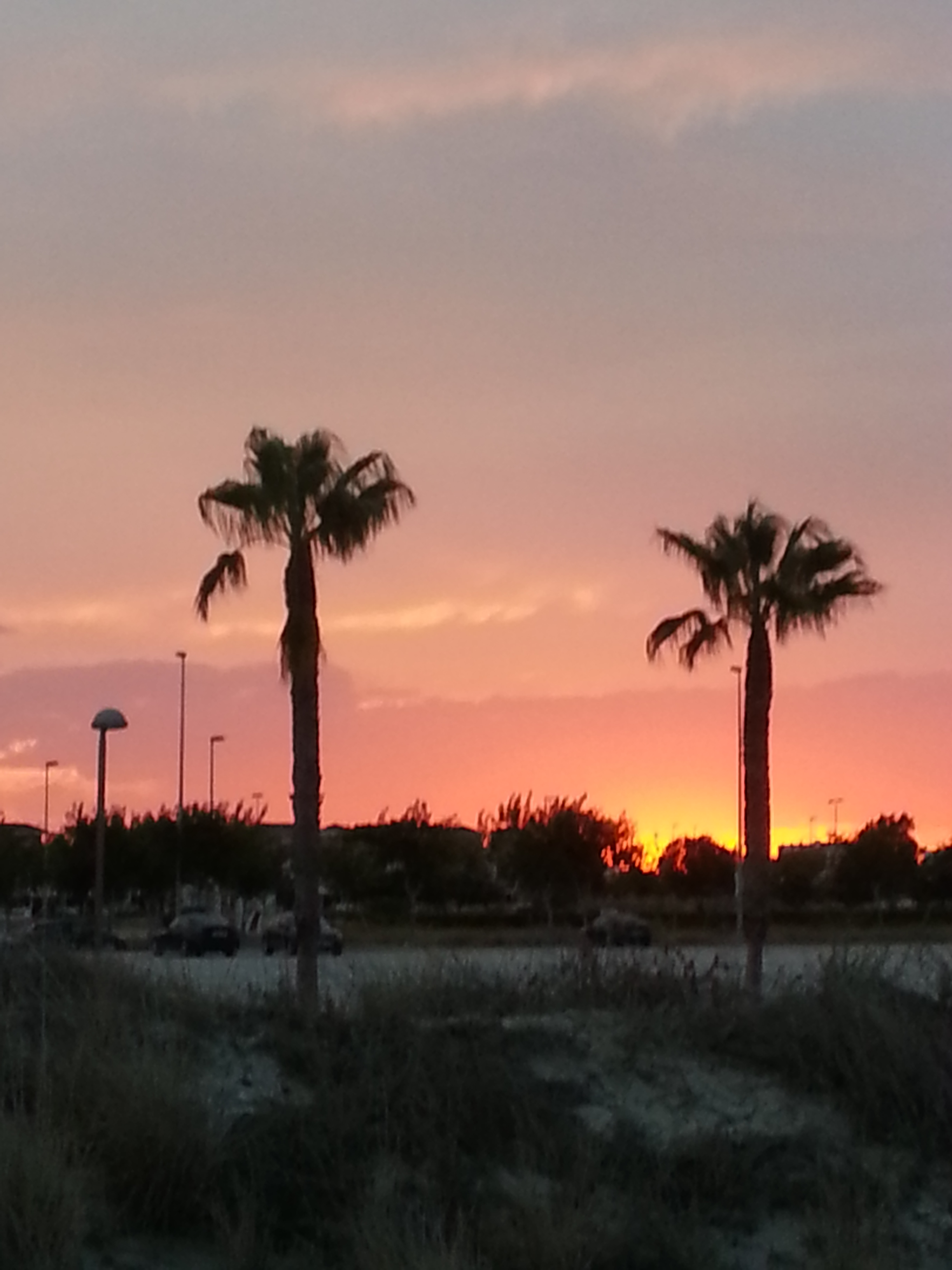
Atardecer en la playa de las Higuericas

Pilar de la Horadada es un municipio español situado en el extremo sur de provincia de Alicante (Comunidad Valenciana), limítrofe con la comunidad autónoma de la Región de Murcia. Se trata del municipio más meridional de la comarca Vega Baja del Segura y de toda la Comunidad Valenciana. Cuenta con una población de 23 844 habitantes (INE 2024). Se trata de un municipio hispanófono, en el que el español cuenta con el predominio lingüístico reconocido legalmente.
A pesar de ser un municipio relativamente joven, en sus más de 30 años de andadura como municipio independiente, se han acometido proyectos para dotar al pueblo de los servicios necesarios. En política, han gobernado partidos de todo signo político, tanto PSOE como PP, como del CDS. Económicamente, su desarrollo se debe a dos pilares fundamentales: la agricultura y al turismo residencial, sin olvidarnos del sector comercial y de servicios. También le debe mucho al clima privilegiado que mantiene a la zona en una especie de "primavera constante", con temperaturas medias de 18 °C, brisas suaves y el sol luciendo más de 3200 horas al año.

## Toponimia
El origen del nombre de Pilar de la Horadada, se debe a la construcción de numerosas torres de vigilancia que durante la época de la Reconquista fueron muy comunes en los municipios de la costa para avistar los acercamientos marítimos y evitar las incursiones piratas. Una de estas torres, la "Torre Horadada", se llamaba así por la roca donde se erigía la misma, que tenía un agujero y recibía el nombre de peña Horadada, a partir de la cual, devino el término Campo de la Horadada. Posteriormente, en el siglo XVIII y debido al patronazgo de la localidad de la Virgen del Pilar, el núcleo de población cambió su nombre por el de Pilar de la Horadada.

## Símbolos
- La bandera contiene los elementos y colores más representativos del escudo, en color rojo y verde. Es una bandera cuadrilonga de proporciones 2:3 partida por mitad vertical. Al asta de rojo, la torre amarilla abierta, mazonada de sable, que simboliza la defensa de las costas pilareñas. Al batiente, de verde, el Pilar de blanco plateado cargado con la cruz de Santiago de rojo de gules, que representa la influencia de la parroquia advocada a Ntra. Sra. del Pilar, ambos elementos que han caracterizado al municipio.
- El escudo se encuentra dividido en dos partes, partido por mitad horizontal. En el plano superior se encuentra la torre en recuerdo de la que existe en el lugar, junto al mar, origen de la población y la columna por la Virgen del Pilar, patrona de Pilar de la Horadada y titular de la parroquia. Gules representa la fortaleza, victoria, osadía, alteza y ardid, de sus habitantes con la creación del Ayuntamiento (Decreto 100/1986). El oro riqueza, poder, sabiduría el momento de la segregación el 30 de julio. Sinople aunque representa la esperanza, la fe, amistad, servicio y respeto. Es símbolo de grandeza, elevación, asilo y salvaguardia, a través de sus campos que con la agricultura han sido la base económica histórica de Pilar de la Horadada. La plata simboliza la pureza de recordar a sus gentes antiguas. Finalmente, encontramos la cruz de Santiago sobre el Pilar. Se trata de una cruz latina apuntada de gules, simulando una espada, con forma de flor de lis en la empuñadura y en los brazos. Sobre el escudo se encuentra la corona de Jaime I.[4]

## Geografía

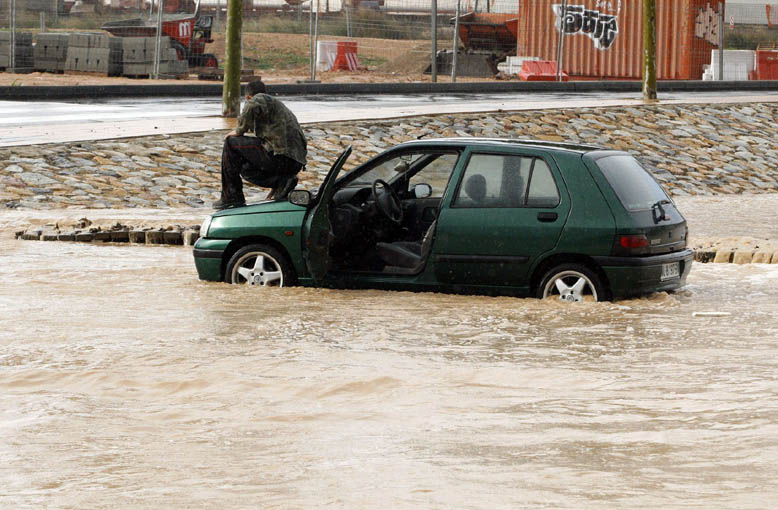
Lluvias torrenciales del otoño del 2006

Municipio ubicado en el extremo sur de la comarca valenciana de la Vega Baja del Segura, se encuentra a 230 km de Valencia, a 45 km de Murcia, a 41 km de Cartagena 68 km de Alicante, a 36 km de la capital comarcal, Orihuela, y a 18 km de Torrevieja.
Está enclavado geográficamente dentro de la llanura costera que conforman la Comarca del Mar Menor y el Campo de Cartagena. Junto con otros municipios de la comarca, Pilar de la Horadada forma parte de la Mancomunidad de la Vega Baja del Segura. En lo que respecta al régimen pluvial, Pilar de la Horadada es el municipio de la Comunidad Valenciana más seco, con unas precipitaciones que no sobrepasan los 300 mm anuales. A pesar de ello, se dan episodios de lluvias torrenciales, como el que se observa en la imagen, que data del año 2006.

### Localización
Por su peculiar situación geográfica, este municipio se encuentra "aislado" geográficamente del resto de la comarca a la que pertenece, la Vega Baja del Segura, lo que dificulta sus comunicaciones con el resto de la misma. Sin embargo, su cercanía a la costa vuelca dichas comunicaciones hacia los municipios costeros, tanto de la provincia de Alicante como de la Región de Murcia.
| Noroeste: Murcia          | Norte: Orihuela                                           | Nordeste: Orihuela                      |
| Oeste: Murcia (Murcia)    |                                                           | Este: Mar Mediterráneo                  |
| Suroeste: Murcia (Murcia) | Sur: San Pedro del Pinatar (Murcia) y San Javier (Murcia) | Sureste: San Pedro del Pinatar (Murcia) |

#### Distancias
La tabla dispuesta a continuación versa sobre las distancias que separan Pilar de la Horadada de las ciudades y pueblos más importantes de la provincia (superiores a 15 000 habitantes), así como a las capitales de provincia de la Comunidad Valenciana, de la Región de Murcia y de la capital de España.
| Ciudad    | Distancia (km) | Ciudad            | Distancia (km) | Ciudad            | Distancia (km) |
| --------- | -------------- | ----------------- | -------------- | ----------------- | -------------- |
| Alcoy     | 137            | Orihuela          | 34,2           | Alicante          | 68,4           |
| Benidorm  | 111            | Callosa de Segura | 40,7           | Cartagena         | 37,5           |
| Castellón | 328            | Denia             | 165            | Elche             | 65,5           |
| Elda      | 92,2           | Guardamar         | 31,3           | Murcia            | 53,4           |
| Novelda   | 82,3           | Torrevieja        | 18             | San Vicente       | 88             |
| Valencia  | 262            | Villena           | 113            | Madrid            | 462            |
| Barcelona | 619            | Aerop. Altet      | 50,8           | Aerop. San Javier | 10,8           |

### Barrios y pedanías del término municipal
Históricamente, Pilar de la Horadada eran un conjunto de caseríos diseminados entre las fincas de producción agrícola: Los Carretillas, Barrio Bascuñana, Los Melitonas, etc. Debido a ello, no existe un centro histórico como tal, siendo la mayoría de sus edificios de reciente construcción. Sin embargo, algunos de estos caseríos han conformado barrios diferenciados del principal núcleo poblacional: Los Sáez, Los Guirres, Los Villenas, La Almazara, Los Segundas, San Isidro, Los Hortelanos o Las Casicas, entre otros. Asimismo, en el término municipal de Pilar de la Horadada se encuentra también los núcleos de poblaciones costeros de Torre de la Horadada, rodeado de modernas urbanizaciones Pueblo Latino, Mil Palmeras, El Mojón (población que comparte territorio con el vecino ayuntamiento de San Pedro del Pinatar) y en la montaña se encuentran Pinar de Campoverde, Pinar de la Perdiz y las Antiguas Casas de Rebate (actualmente, zona agrícola). De todas las pedanías de Pilar de la Horadada, los núcleos de mayor importancia a efectos administrativos son Torre de la Horadada y Pinar de Campoverde, popularmente conocidos por los habitantes como La Torre y El Pinar, respectivamente.
Finalmente, en Pilar de la Horadada también existe un campo de golf de 18 hoyos de reciente construcción Lo Romero, que debe su nombre a la antigua finca agrícola sobre la que se ubica.

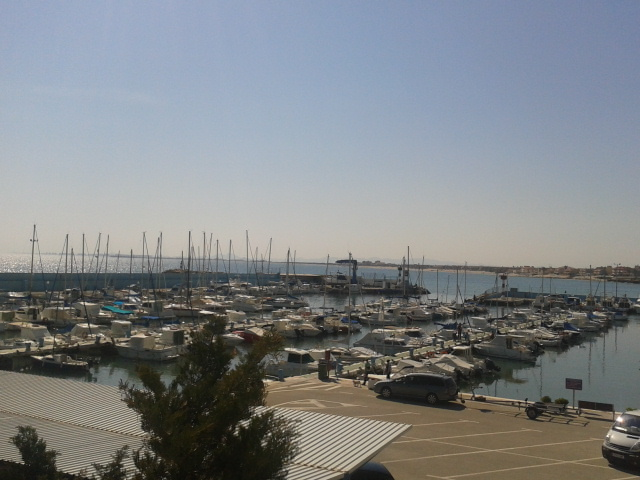
Puerto deportivo de Torre de la Horadada

## Naturaleza
En Pilar de la Horadada, tanto en la costa como en el interior, descubrimos amplias zonas de gran valor ecológico y paisajístico. En su entorno más accesible podemos deleitarnos con un cauce habilitado para la educación ambiental, una sierra de gran relevancia paisajística y natural, montes cubiertos de pinos donde encontramos encinas y madroños, playas amplias de fina arena y pequeñas calas con ricos y variados fondos marinos.
.

### Morfología y relieve

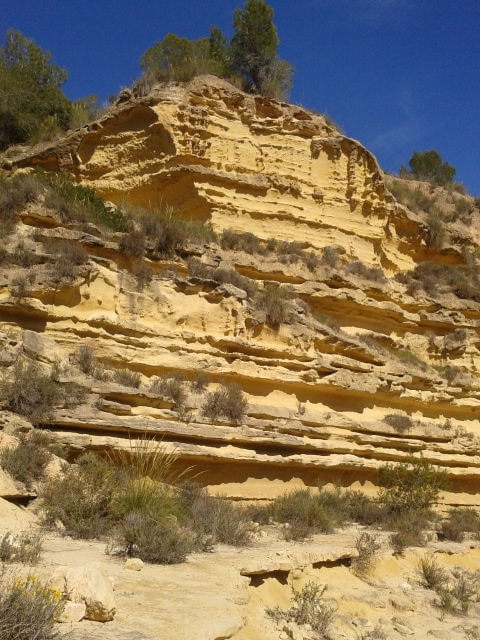
Río Seco.

En el extremo norte del municipio se ubica la Sierra Escalona, con su pico Alcores, que supone la altitud máxima de Pilar de la Horadada, con 375 m de altitud sobre el nivel del mar. Así pues, el municipio tiene una morfología variada, desde playa hasta montaña. En lo que respecta a los cauces de agua, existen tres principales: el Río Seco y el Río Nacimiento, ambos con origen en la mencionada Sierra Escalona y con un recorrido de unos 15 km lineales hasta su desembocadura en las playas pilareñas. El tercero, consiste en la rambla urbana, canalizada por la Generalidad Valenciana en el año 1995, como consecuencia de las desastrosas inundaciones que sufrió el casco urbano del pueblo en el año 1987.

### Clima
El clima es un clima mediterráneo seco. En general se trata de un clima seco, con inviernos suaves y veranos algo calurosos.
La temperatura media se sitúa en 18 °C. Los vientos dominantes son del nordeste (gregal), del sudoeste (leveche) y del oeste (poniente).
Este gráfico, correspondiente a la cercana estación meteorológica del aeropuerto de San Javier nos permite apreciar la variación anual de temperaturas y precipitaciones.

### Flora y fauna
En las montañas se encuentran sobre todo ejemplares de pino carrasco, algunas coníferas aisladas, y gran cantidad de gramíneas y arbustos y matojos de tipo esclerófilo, por lo que es el típico coscojal mediterráneo. Posee zonas de gran valor ecológico, comunidades de matorral o maquia de espino negro, coscoja, palmito, lentisco. La garriga (Globularia alypum) y la denominada garriga de palmito cuentan con una de las cinco zonas más importantes para esta comunidad vegetal dentro de la Comunidad Valenciana. El terreno no boscoso ha sido usado tradicionalmente para la agricultura, lo que ha servido para que el municipio sea uno de los líderes de la comunidad autónoma en agricultura de regadío avanzada, puesto que con una escasez de agua permanente se consigue regar una superficie regable de unos 60 km².
En la zona montañosa de Pilar de la Horadada, especialmente la pedanía de Pinar de Campoverde, hay una gran diversidad de fauna, por lo que es posible encontrar animales de pequeño tamaño como reptiles (eslizón ibérico, dragón común, lagartijas, pequeñas serpientes), fardachos, y algunos otros. Es también este municipio una de las zonas más importantes de la Comunidad Valenciana y a escala nacional por poseer un gran número de especies rapaces,[cita requerida] además de ser el lugar de paso o hibernación de otras especies como el aventorillo, la garceta, la garza real, etc.

### Playas

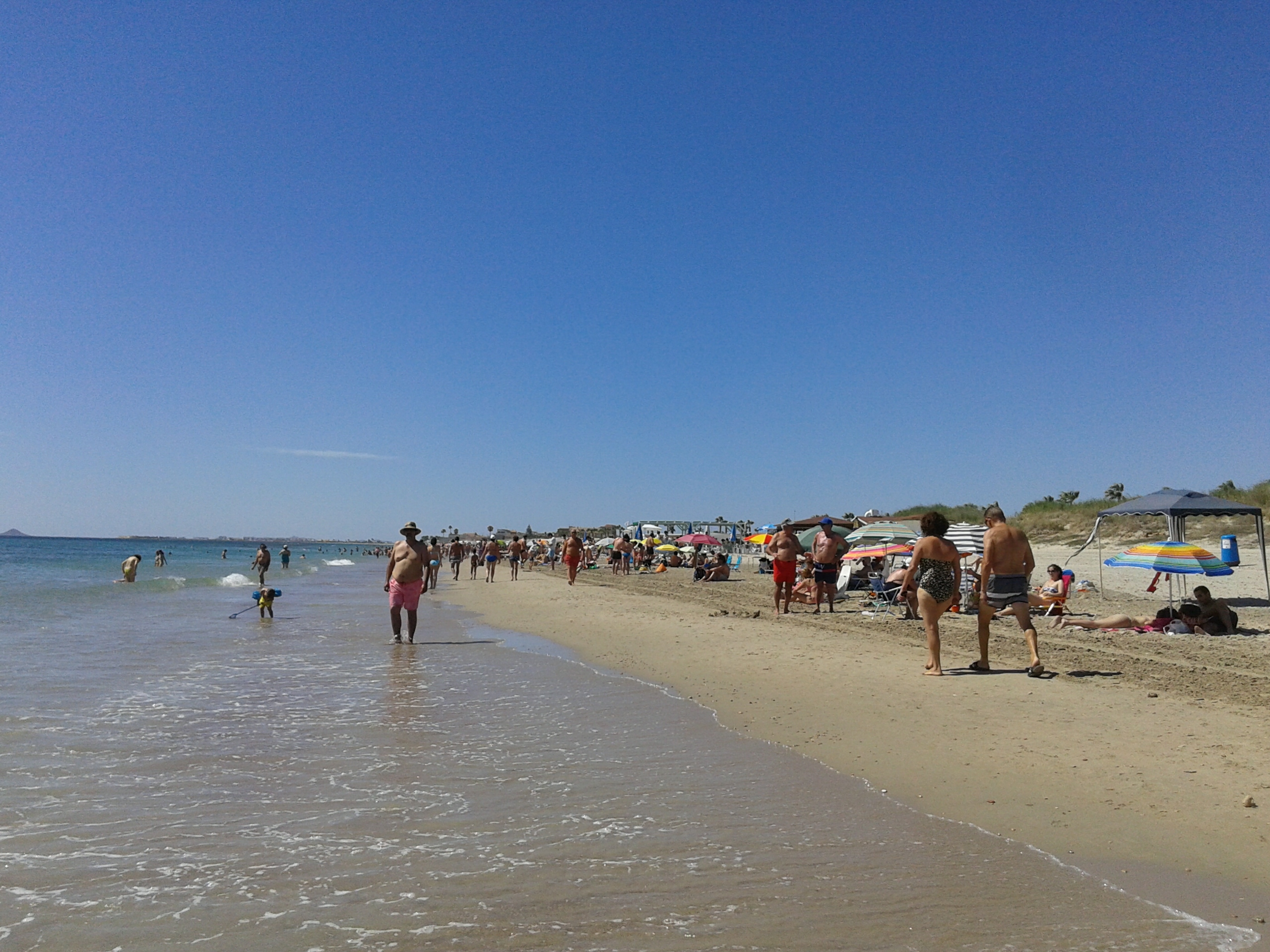
Vista general de las playas de Pilar de la Horadada

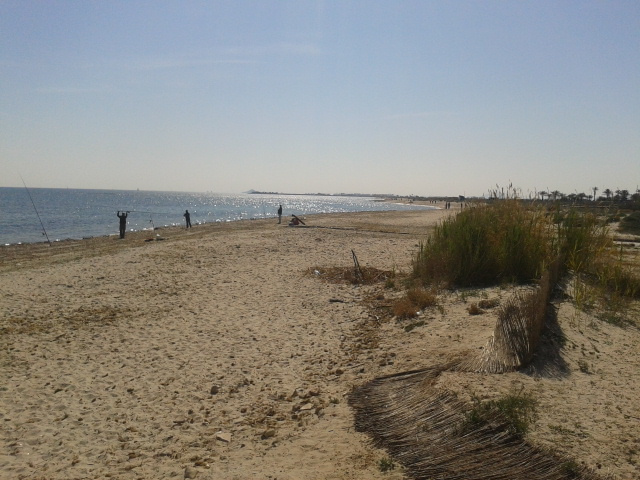
Dunas de las Villas-Higuericas

- Playa de Vista Mar/Cañada Hermosa
- Playa Mil Palmeras
- Playa Río Seco
- Calas de Rocamar
- Playa Jesuitas
- Playa del Conde
- Playa del Puerto
- Playa de Las Villas
- Playa de Las Higuericas
- Playa del Mojón

### Rutas y senderos

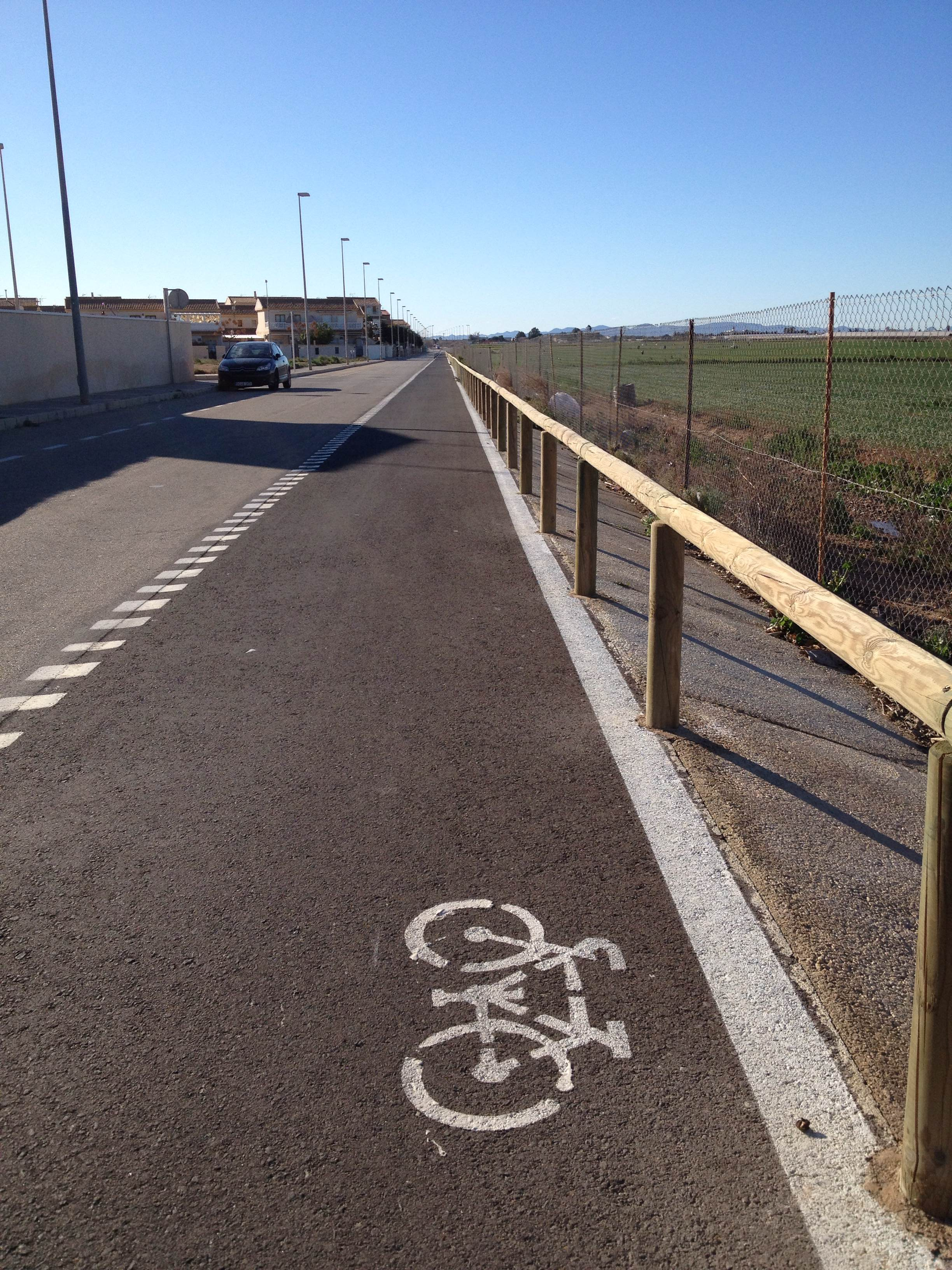
Carriles bici en la costa de Pilar de la Horadada

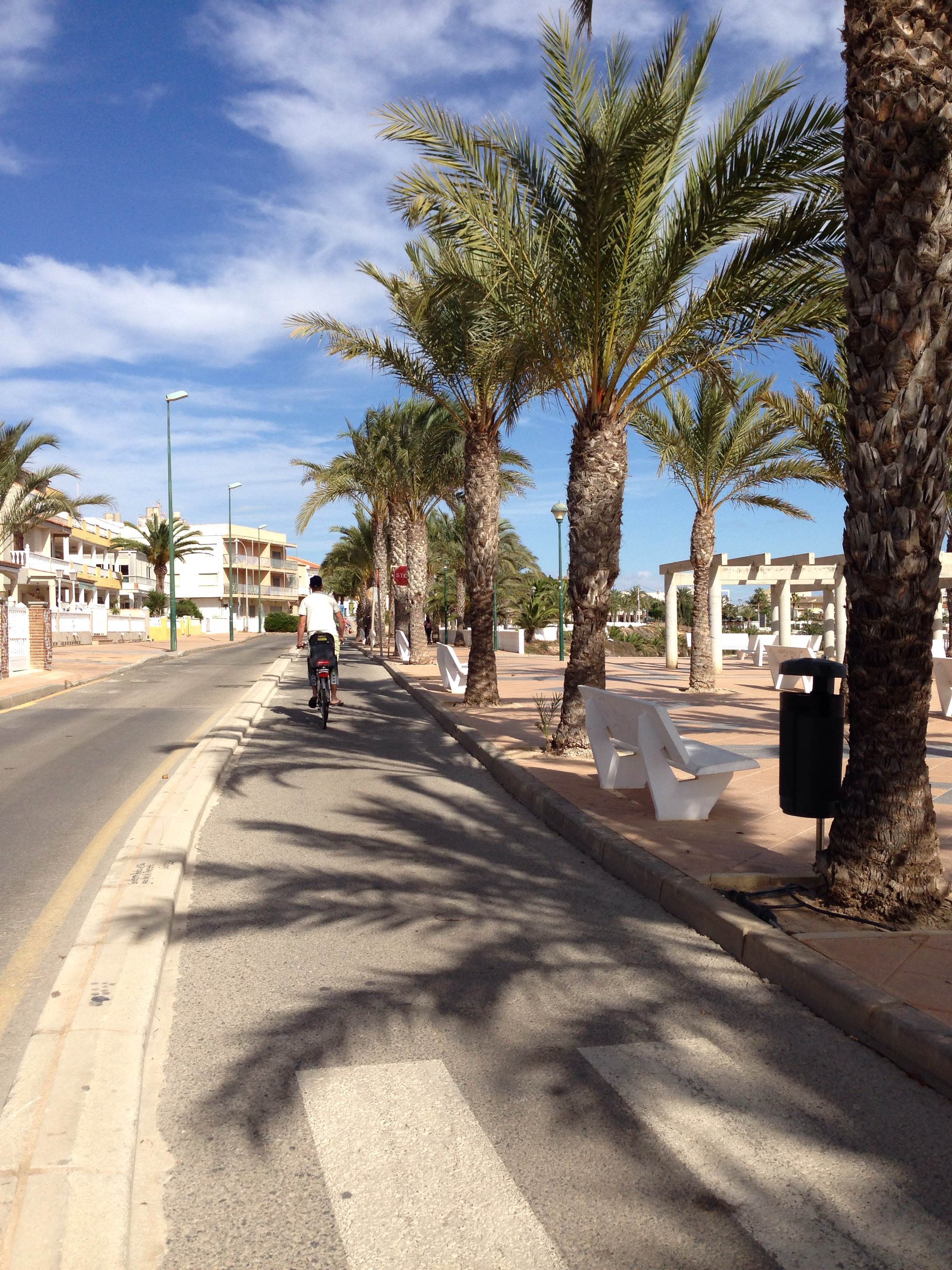
Paseo marítimo de Torre de la Horadada

En las proximidades del núcleo urbano de Pinar de Campoverde parten dos rutas a través del cauce del Río Seco y la rambla adyacente para la práctica de senderismo, una circular de cuatro kilómetros y otra lineal de diez kilómetros, la cual llega hasta el área natural de la población de Mil Palmeras.
La primera ruta, la de 4 km, ofrece un recorrido interesante por la parte más erosionada del cauce, donde se aprecian curiosas formaciones y cavidades en las paredes del mismo. Por otra parte, la segunda ruta, nos llevará a lo largo del cauce hasta su desembocadura.
Por otra parte, Pilar de la Horadada ha desarrollado una red cicloturística que cuenta con más de 40 km de pistas ciclabiles y carriles compartidos a lo largo del municipio, siendo uno de los municipios alicantinos que más vías para ciclistas ofrece.
Finalmente, podemos encontrar el paraje natural municipal Lagunas de Lo Monte hacia el norte del núcleo
urbano de Pilar de la Horadada. Cuenta con una extensión de 10,3 hectáreas aproximadamente, entre las cuales se incluyen dos lagunas con una superficie de casi 80 000 m² de lámina de agua. Las lagunas fueron construidas en el año 1989 para la depuración de aguas residuales mediante el sistema de lagunaje. Están emplazadas en el enclave de la Cueva Fuerte y muy próximas a la Dehesa de Campoamor. Este humedal artificial es de gran importancia para la fauna cuyo grado de naturalidad adquirido y su localización estratégica entre dos de las zonas húmedas protegidas más importantes del sureste de la península ibérica (Mar Menor y Salinas de Torrevieja), han convertido a este enclave en un referente para las aves.

## Historia
En Pilar de la Horadada se han encontrado vestigios desde la época romana, siendo Thiar un punto parada de la Vía Augusta entre Cartago Nova e Illici. Desde ahí la historia irá evolucionando lentamente, siendo en las últimas décadas del siglo XX e inicios del siglo XXI donde esta localidad ha cobrado su auge.

### Época romana y árabe
Hay evidencia de pobladores romanos, la Vía Augusta, una de las calzadas romanas más importantes, que desde los Pirineos va paralela a la costa levantina cruza por el término municipal de Pilar de la Horadada, siendo este municipio el lugar señalado por muchos historiadores para localizar la mansión romana de "Thiar".
El momento de tránsito entre la época visigoda y la llegada de los árabes está dominada por la figura de Teodomiro de Orihuela, noble visigodo de la guardia del rey Egica, con motivo del pago de sus servicios recibe tierras en los alrededores de Elche donde se instala. Tras la conquista árabe, Teodomiro pactó con Abd Al Aziz ibn Musa.
En Pilar de la Horadada está demostrada la presencia árabe tanto por los vestigios arqueológicos, como por el gran número de topónimos que existen actualmente.

### Reconquista
Durante los reinados de Fernando III de Castilla y Jaime I de Aragón, surgen conflictos fronterizos que se apaciguaron con el Tratado de Almizra firmado en 1244. Se establecen los límites del reino de Valencia y Murcia, quedando Pilar de la Horadada (al igual que todo el sur de la provincia de Alicante) dentro del Reino de Murcia,bajo jurisdicción de la Corona de Castilla, y perteneciente al término municipal de la ciudad de Orihuela.
Tras la Sentencia Arbitral de Torrellas (1304) se modifica la frontera entre el Reino de Murcia y el Reino de Valencia, pasando Orihuela (con Pilar de la Horadada), que hasta entonces era del Reino de Murcia,pasa a formar parte del Reino de Valencia dentro de la corona de Aragón. La frontera histórica a partir de entonces coincide con lo que es actualmente el límite del término municipal de Pilar de la Horadada con San Pedro del Pinatar.

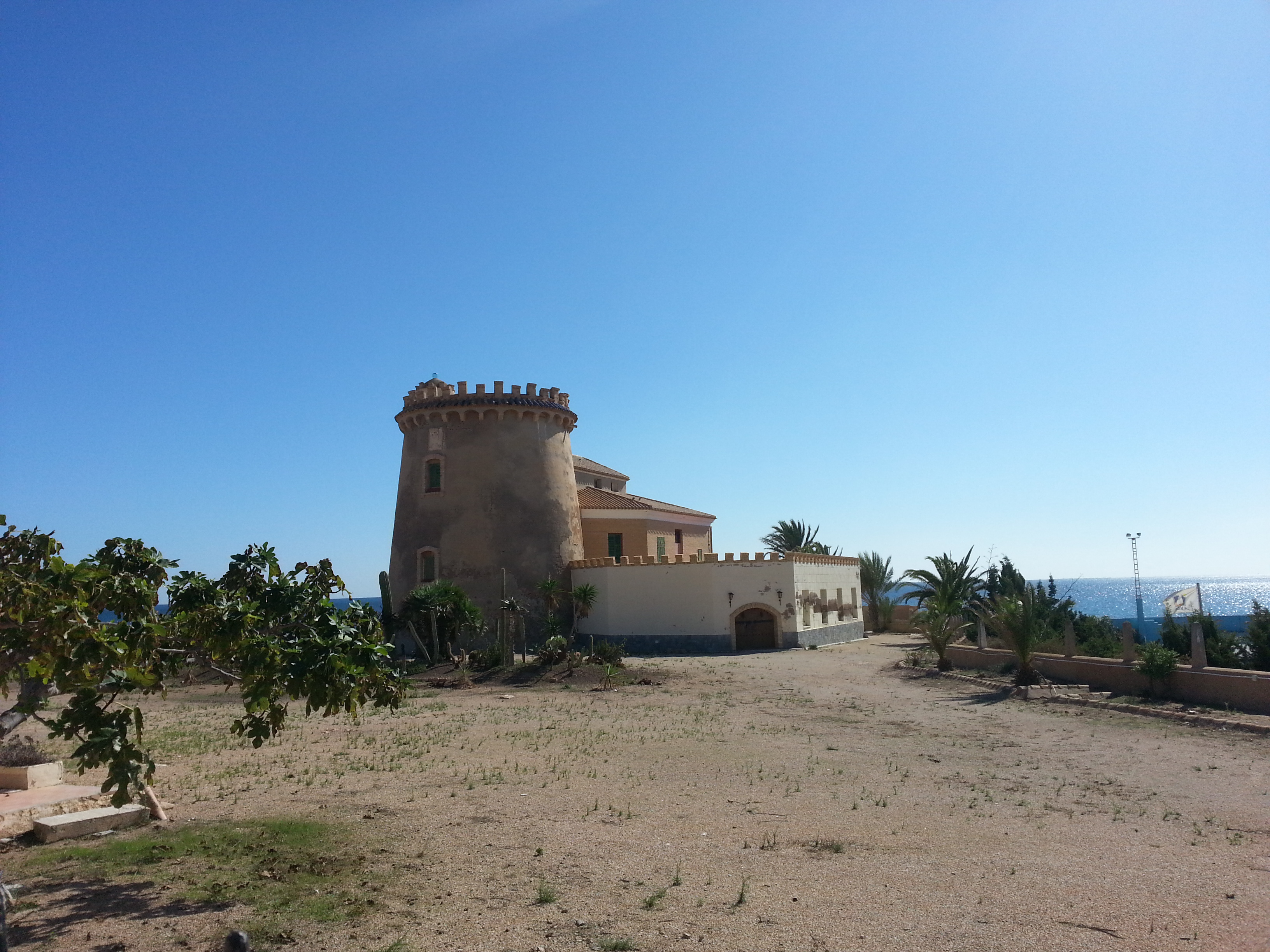
Torre vigía de Torre de la Horadada

### SiglosXVIIIyXIX
En un principio eran explotaciones agrícolas de secano, agrupadas en torno a un grupo de casas, todo llamado Campo de la Horadada. En 1750, la población del Campo de la Horadada sumaba unas 300 personas que vivían en caseríos dispersos pero en torno al pequeño oratorio llamado capilla del Sagrado Corazón. En 1752 el obispo Gómez de Terán, decide erigir la parroquia de Ntra. Sra. del Pilar y Sagrado Corazón del Campo de la Horadada. Ya en 1758, la iglesia parroquial de Ntra. Sra. del Pilar poseía en propiedad todas las tierras que estaban delante de ella y que hoy constituyen la plaza.
En el año 1822, durante el bienio constitucional, el Estado intervino la finca y la vendió en sus dos terceras partes a D. Guillermo Maclure, suegro de Ramón de Campoamor. Pero a la vuelta del Absolutismo al poder, la propiedad fue restituida a los Padres Mercedarios. Con la desamortización de 1835 todas las tierras y edificios que poseía la Iglesia pasaron al Estado y entre ellas la finca de la Dehesa de San Ginés, conocida como Matamoros en Campoamor, volvió al señor Maclure. Es destacable también otras fincas como Lo Monte, La Carrasca o Río Seco por su influencia en la población de la localidad.

### SigloXX
Durante la Guerra Civil Pilar de la Horadada se encontró en zona republicana. En estos años, aparecerán diversos boletines sindicales y políticos, siendo el primero y más famoso el Boletín informativo El Barracón, fundado en Lo Monte, donde además de intervenir civiles de Pilar de la Horadada, intervinieron militares.
Tras la Guerra Civil y las consiguientes sustituciones de los cargos políticos, asistimos a un período de tranquilo crecimiento en el que destacan las obras del Trasvase Tajo-Segura, cuyo canal ha permitido ampliar la zona de regadío y la zona agrícola intensiva, que son las principales responsables del crecimiento urbanístico sostenido desde los años 70, que posibilitarán que el 30 de julio de 1986, tras varios años de espera, y gracias a la lucha de la Comisión Pro-Ayuntamiento, Pilar de la Horadada dejase de ser una pedanía de Orihuela, segregándose así al conseguir su propio Ayuntamiento. Desde entonces, el desarrollo agrario-turístico se ha incrementado de forma exponencial, sobre todo a través de segundas residencias en el ámbito turístico e invernaderos en el ámbito agrario, como se puede observar en el aumento poblacional.

## Geografía humana

### Demografía
Cuenta con una población de 23 844 habitantes (INE 2024).
| Gráfica de evolución demográfica de Pilar de la Horadada entre 1991 y 2021 |
| |
| Población de derecho según los censos de población del INE Población de hecho según los censos de población del INEEntre el censo de 1991 y el anterior, aparece este municipio porque se segrega del municipio 03099 (Orihuela) |

| Nacionalidad | Hombres | Mujeres | Total  | %     | Proporción |
| ------------ | ------- | ------- | ------ | ----- | ---------- |
| Española     | 6997    | 6945    | 13 942 | 60.7% |            |
| Extranjera   | 4756    | 4251    | 9007   | 39.2% |            |

### Economía
El principal sector económico es el agrícola, aunque también tiran de la economía la industria y la construcción impulsadas por el desarrollo del sector turístico gracias a su proximidad a la costa. Por ello cabe decir que el turismo ha cobrado gran auge en Pilar de la Horadada, sobre todo en las últimas décadas.
A raíz de la iniciativa de un grupo de agricultores a finales de los años 60 del pasado siglo, se comenzaron a construir invernaderos en Pilar de la Horadada, ocupando éstos hoy en día una extensión global de 350 ha, en el término municipal. Estos fueron coordinados por la Cámara Agraria en primer lugar, la cual fue suplantada posteriormente por el Consejo Local Agrario y por la labor que ha llevado a cabo la cooperativa Surinver, de gran importancia en la zona y dedicada a productos hortofrutícolas.

## Administración y política
Se constituye como municipio por segregación del municipio de Orihuela, según Decreto 100/1986, de 30 de julio, del Consejo de la Generalidad Valenciana, por el que se segrega una parte del término municipal de Orihuela (Alicante), para constituir un municipio independiente con la denominación de Pilar de la Horadada. (DOGV n. 429 17/09/1986).
Actualmente, lo corporación municipal está formada por 14 concejales del PP, 6 del PSPV, 1 de Vox,
| Periodo   | Nombre                                                                             | Partido      |
| --------- | ---------------------------------------------------------------------------------- | ------------ |
| 1983-1987 | Presidente de la Comisión Gestora (1983-1986) Francisco Sáez Hernández (1986-1987) | - PSPV-PSOE  |
| 1987-1991 | Emeterio Samper Samper                                                             | AP           |
| 1991-1995 | Matilde Moreno Soria                                                               | PP           |
| 1995-1999 | Ignacio Ramos García                                                               | PSPV-PSOE    |
| 1999-2003 | Ignacio Ramos García                                                               | PSPV-PSOE    |
| 2003-2007 | Ignacio Ramos García (2003-2006) José Fidel Ros Samper (2006-2007)                 | PSPV-PSOE PP |
| 2007-2011 | Ignacio Ramos García                                                               | PSPV-PSOE    |
| 2011-2015 | José Fidel Ros Samper                                                              | PP           |
| 2015-2019 | Ignacio Ramos García                                                               | PSPV-PSOE    |
| 2019-2023 | José María Pérez Sánchez                                                           | PP           |
| 2023-act. | José María Pérez Sánchez                                                           | PP           |

### Elecciones municipales 2019
En la elecciones municipales del año 2019 el PP ganó por mayoría simple las elecciones obteniendo 11 concejales. De un total de 21 concejales, el reparto fue el siguiente:
| Partido                        | Votos | Porcentaje | Concejales |
| ------------------------------ | ----- | ---------- | ---------- |
| PP                             | 3523  | 49,56 %    | 11         |
| PSOE                           | 2077  | 29,22 %    | 7          |
| Ciudadanos                     | 753   | 10,59 %    | 2          |
| Vecinos por el Pilar - Podemos | 417   | 5,87 %     | 1          |
| VOX                            | 299   | 4,21 %     |            |

### Elecciones municipales 2015
En la elecciones municipales del año 2015 el PSOE ganó por mayoría simple las elecciones obteniendo 10 concejales. De un total de 21 concejales, el reparto fue el siguiente:
| Partido                        | Votos | Porcentaje | Concejales |
| ------------------------------ | ----- | ---------- | ---------- |
| PSOE                           | 3017  | 40.23 %    | 10         |
| PP                             | 2287  | 30.5 %     | 7          |
| Unión Pilareña                 | 1199  | 15.99 %    | 3          |
| Vecinos por el Pilar - Podemos | 398   | 5.31 %     | 1          |
| Independientes                 | 367   | 4.89 %     |            |
| UPyD                           | 127   | 1.69 %     |            |

### Elecciones municipales 2011
En la elecciones municipales del año 2011 el PP ganó por mayoría simple las elecciones obteniendo 65 votos más que el PSOE. De un total de 21 concejales, el reparto fue el siguiente:
| Partido                           | Votos | Porcentaje | Concejales |
| --------------------------------- | ----- | ---------- | ---------- |
| PP                                | 2748  | 37.46 %    | 9          |
| PSOE                              | 2683  | 36.57 %    | 8          |
| Unión Pilareña                    | 753   | 10.26 %    | 2          |
| Agrupación Independiente Horadada | 742   | 10.11 %    | 2          |
| UPyD                              | 166   | 2,26 %     |            |
| CDL                               | 122   | 1,66 %     |            |

### Elecciones municipales 2007
En la elecciones municipales del año 2007 el PSOE ganó por mayoría simple las elecciones obteniendo 602 votos más que el PP.
| Partido                           | Votos | Porcentaje | Concejales |
| --------------------------------- | ----- | ---------- | ---------- |
| PSOE                              | 3298  | 45,19 %    | 8          |
| PP                                | 2696  | 36,94 %    | 7          |
| Unión Pilareña                    | 624   | 8,55 %     | 1          |
| Agrupación Independiente Horadada | 450   | 6,17 %     | 1          |
| LVPV-Los Verdes                   | 135   | 1,85 %     |            |
| CDL                               | 42    | 0,88 %     |            |

## Lengua
La lengua oficial de Pilar de la Horadada es el castellano y su acento es similar al de las localidades vecinas de la Región de Murcia.
| Idioma     | Hablantes |
| ---------- | --------- |
| Castellano | 76 %      |
| Inglés     | 8 %       |
| Árabe      | 7 %       |
| Ruso       | 4 %       |
| Rumano     | 2 %       |
| Alemán     | 2 %       |
| Otros      | <1 %      |

## Educación y cultura
En el siglo pasado se encontraban las escuelas de Los Rufinas, La Cañada y Las Paterninas.
El municipio cuenta con un instituto público de educación secundaria y formación profesional (IES Thiar), además de los colegios de infantil y primaria, que reciben los siguientes nombres: colegio Virgen del Pilar, colegio Martín Artigot, colegio Mediterráneo y colegio María Moliner. También posee una extensión de escuela oficial de idiomas española.
Asimismo, existen diversos centros privados de educación infantil y de otro tipo de formación.
En el ámbito cultural, el municipio cuenta con una Casa de Cultura en la que se realizan actos culturales y exposiciones; una biblioteca y aulas de estudio, así como salas polivalentes para la formación y exposiciones culturales.
Pilar de la Horadada también posee una Escuela de Música Moderna y el Conservatorio Profesional de Música "Mariana Baches", así como la banda de música Unión Musical Horadada junto a su Escuela de Música y diversas agrupaciones musicales de coros y danzas tradicionales (Coral Horadada, Coro Pilar, Rondalla Viejas Glorias,...), charanga (The Muni's Band) y Bandas de música de Semana Santa (Banda de CCyTT de Ntra. Sra. de la Esperanza y Ntro. Padre Jesús Cautivo del Amor, Banda de CCyTT de Ntra. Sra. de los Dolores y San Juan Evangelista, Banda de CCyTT de Mujer Verónica de la Santa Faz y Ntro. Padre Jesús Nazareno y Banda de Tambores del Cristo Cruzficado).

### Auditorio Centro cultural La Paloma
La Paloma fue un proyecto arquitectónico construido en 2001, que pretendía hacer el papel de centro cultural para reemplazar la antigua Casa de Cultura y el Conservatorio (a la cual le faltaba espacio suficiente para sus estudiantes). Se derribó parte de esta obra arquitectónica en febrero de 2014 por peligro de sobrepeso en los cimientos.
La Paloma fue diseñado en forma futurista; El proyecto fue impulsado en 2001 por Ignacio Ramos, exalcalde socialista de Pilar de la Horadada. La creación de este centro en un principio estaba presupestada en 2,4 millones de euros. Sin embargo, supuso un gasto de alrededor de 4 millones de euros sin contar el aparcamiento. En 2013 aún faltaban 8 millones de euros más para terminar este proyecto, por lo que el alcalde popular de Pilar de la Horadada, Fidel Ros, decidió renunciar al mismo. Aunque se renunció a esta obra emblemática, se cifró en 64 000 euros las tareas de desmontaje de la torre, que duraron 3 días.

## Comunicaciones

### Por carretera
Se accede a esta localidad a través de la carretera N-332 y de la autopista del Mediterráneo AP-7, en sus salidas 768, 770 y 774, así como mediante la carretera RM-F33 que le une con San Pedro del Pinatar a través de El Mojón. Por otra parte, la CV-925 comunica este municipio con Orihuela y la CV-920 con San Miguel de Salinas.

### Tren
A través de ferrocarril, la estación más cercana es Balsicas-Mar Menor, en la Región de Murcia a 20 km. Dentro de la comunidad, la más cercana al municipio es la estación de Orihuela, a 35 km.

### Avión
El municipio se encuentra a 40 km del Aeropuerto Internacional de la Región de Murcia, y a 60 km del aeropuerto de Alicante-Elche.

### Autobús
Además de bus urbano, cuenta con conexiones a Alicante y Torrevieja mediante líneas interurbanas.
Adicionalmente, varias líneas interurbanas de la Región de Murcia prestan servicio al municipio:
| Línea     | Recorrido                                                                                      | Operador       |
| --------- | ---------------------------------------------------------------------------------------------- | -------------- |
| 410       | San Pedro del Pinatar - Pilar de la Horadada - Torre de la Horadada - Mil Palmeras - Campoamor | ALSA (TUCARSA) |
| MUR-092-2 | Murcia - San Javier - Campoamor                                                                | Interbus       |

## Patrimonio

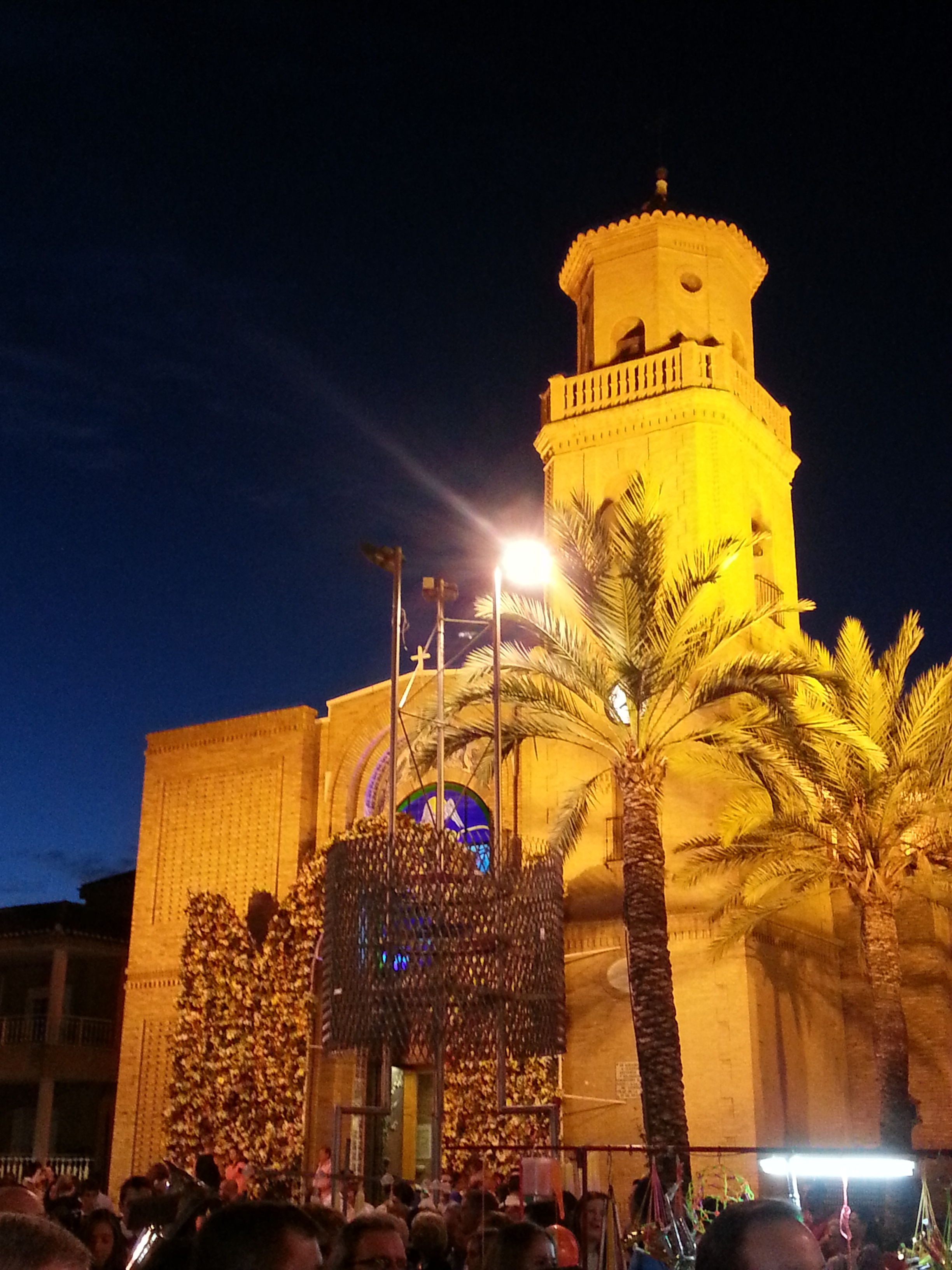
Iglesia y Campanario - Ofrenda de flores

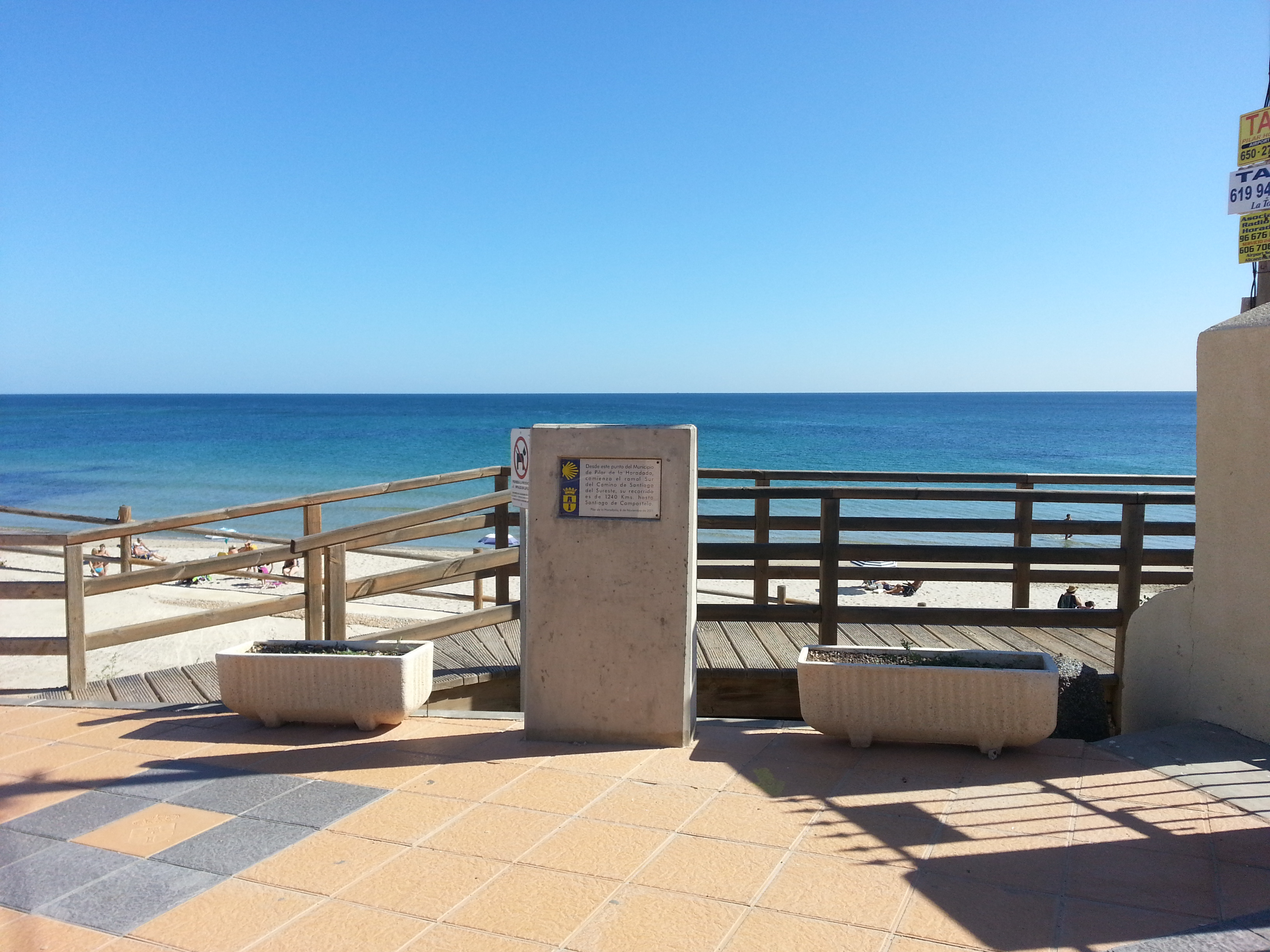
Camino de Santiago del Sureste.

- Iglesia parroquial de Ntra. Sra. del Pilar. Ubicada en el centro de la ciudad. Fue construida en el año 1981 en el lugar que anteriormente había ocupado un viejo templo derruido. Está dedicada a la Virgen del Pilar y en ella se encuentran diversas obras de valor escultórico, en especial del autor local José María Sánchez Lozano.
- Torre vigía de la Punta de la Horadada del siglo XVI. Construida en 1591 como parte del sistema defensivo de Felipe II para proteger a los habitantes del entonces Campo de la Horadada, contra la piratería que por entonces existía en el Mediterráneo.
- Museo Arqueológico y Etnológico Gratiniano Baches. Es el museo más importante del municipio donde se encuentran los hallazgos arqueológicos y demás objetos sobre toda la historia del municipio.
- Canteras romanas: antiguas canteras de piedra que utilizaban los romanos para la extracción de piedra para la construcción de las vías romanas.
- Ruinas arqueológicas de Thiar: antigua mansión romana a medio camino entre Illici (Elche) y Cartago Nova (Cartagena), ubicado en la Vía Augusta.

## Patrimonio inmaterial

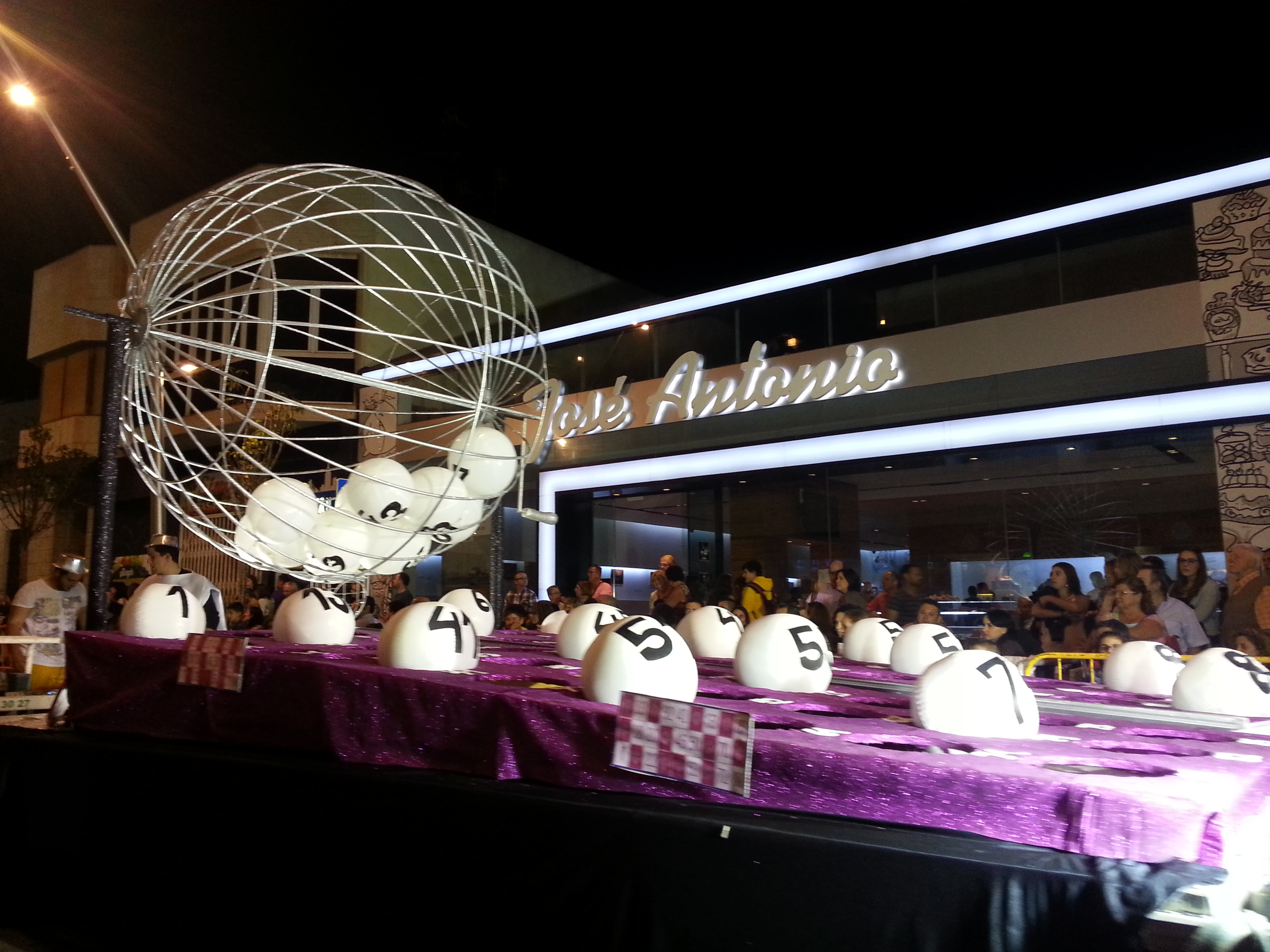
Desfile de Carrozas de Pilar de la Horadada de 2014.

- Fiestas patronales. Se celebran en honor a la Santísima Virgen del Pilar: desde el 1 de octubre hasta el 21 de octubre, destacando el día 11 y su ofrenda de flores multitudinaria (Pilar de la Horadada es el segundo productor de flor cortada de España), el día 12 con la Santa Misa Solemne y la procesión, y el día del desfile de carrozas y charangas (1 semana después). También destaca el día de la pañolada, desde hace 3 años, una idea que nació por parte del párroco del municipio (todas las peñas y gente de la calle se reúnen en la plaza de la iglesia en la que se conmemora una misa y después se procede a un paseo por el pueblo con una charanga).
- Fiestas de verano. En recuerdo del día de la Segregación (30/07/1986): 30 de julio.
- Navidad y Cabalgata de Reyes Magos.
- Feria Provincial Perdiz de Reclamo.
- Fiestas en honor a la Virgen de la Asunción en Torre de la Horadada el 15 de agosto y los días próximos a éste.
- Fiestas en honor a la Virgen de la Alegría en Mil Palmeras: primera semana de agosto.
- Fiestas en honor a san Roque en El Mojón: 16 de agosto.
- Fiestas de verano en Pinar de Campoverde: última semana de agosto.
- Semana Santa. Desfilan 10 cofradías durante toda la semana, comenzando con Jesús Triunfante el Domingo de Ramos, y acabando con la Procesión del Encuentro. Destacar dos autores locales: José Sánchez Lozano y Manuel Ribera Girona.
- Fiesta Luna de Agosto. Ocio y tiempo libre para jóvenes, donde se pone en marcha Luna de Agosto para el día de la Juventud. Se realiza en época estival junto con la Concejalía de Fiestas que organiza el Desembarco Rock.

## Reinas de fiestas patronales
Tradicionalmente, desde el año 1933, en las fiestas patronales, se escoge anualmente una representante del pueblo que es coronada como "Reina de Fiestas", éstas, son las encargadas de representar al pueblo durante todo un año hasta que, al año siguiente, ceda el cargo a su sucesora. A lo largo de la historia de Pilar de la Horadada han sido 67 mujeres las que han ocupado ese cargo.
| Año  | Nombre                          |
| ---- | ------------------------------- |
| 1933 | Carmen Jiménez Albaladejo       |
| 1944 | Herminia Samper Sánchez         |
| 1945 | Fina Hernández Castejón         |
| 1946 | Fina Sánchez García             |
| 1947 | Fina García Carreras            |
| 1952 | María Sánchez Gómez             |
| 1954 | María Meseguer García           |
| 1955 | Pilar López Avilés              |
| 1958 | Fina López García               |
| 1962 | Encarna Hernández Huertas       |
| 1963 | Inés Castejón Albaladejo        |
| 1964 | Fina Sánchez Peña               |
| 1965 | Nati Samper Carrasco            |
| 1966 | Charo García espinosa           |
| 1967 | Fina Samper Hernández           |
| 1968 | Paquita Carrasco Hernández      |
| 1969 | Inmaculada Pastor Hernández     |
| 1970 | José Samper Albaladejo          |
| 1971 | Conchita Riquelme Quirante      |
| 1972 | Pilar María Saura García        |
| 1973 | María José Martínez Guerrero    |
| 1974 | Pepi Sánchez Pérez              |
| 1975 | Puri Pérez Egea                 |
| 1976 | Santi Hernández Olmos           |
| 1977 | Herminia López Morcillo         |
| 1978 | Senorina Hernández de la Fuente |
| 1979 | Juana María Tárraga Sánchez     |
| 1980 | María Reyes Martínez Fernández  |
| 1981 | María Ángeles Sánchez Alberca   |
| 1982 | Susana Gil Sáez                 |
| 1983 | Susana Sánchez López            |
| 1984 | Ana Inés Ros Soler              |
| 1985 | Mari Sol Martínez Ortiz         |
| 1986 | Pilar Sáez Hernández            |
| 1987 | Gloria Inés Quesada Castejón    |
| 1988 | Azucena Sánchez Martínez        |
| 1989 | María José Gea Ballester        |
| 1990 | Eva María Martínez Pagán        |
| 1991 | Elisa Sánchez Pérez             |
| 1992 | Susi García Sánchez             |
| 1993 | Carmen Trini Martínez Jiménez   |
| 1994 | Rebeca Yelo Sánchez             |
| 1995 | Marta López Escarbajal          |
| 1996 | Laura Girona Belmonte           |
| 1997 | Merche Tejada Martínez          |
| 1998 | Mari Cruz Rosique Sánchez       |
| 1999 | Tania Ortiz Ortiz               |
| 2000 | Beatriz Sánchez Martínez        |
| 2001 | Ana Cruz González Pernia        |
| 2002 | Marina Celdrán Aniorte          |
| 2003 | Claudia López Pedreño           |
| 2004 | Chary Valerio Galiano           |
| 2005 | Zaira Garrido García            |
| 2006 | Susana Pérez Gil                |
| 2007 | María del Mar Pérez Gil         |
| 2008 | Laura Moya Martínez             |
| 2009 | Natalia Albaladejo De Gea       |
| 2010 | Fabiola Girao Gil               |
| 2011 | Miriam Cegarra García           |
| 2012 | Sonia Blanco Fuentes            |
| 2013 | Marina Pérez Blanco             |
| 2014 | María José Díaz Jiménez         |
| 2015 | Silvia Meca Blanco              |
| 2016 | Gema Tárraga Henarejos          |
| 2017 | Teresa Martínez Martínez        |
| 2018 | Claudia Campillo López          |
| 2019 | Julia Martínez Martínez         |
| 2021 | Almudena Ramos Albaladejo       |
| 2022 | Raquel Albaladejo Sánchez       |